# Деловой центр (станция метро, Рублёво-Архангельская линия)
«Делово́й центр» — временно закрытая станция Московского метрополитена, располагавшаяся на Большой кольцевой линии. Связана пересадками с одноимёнными станциями Солнцевской линии и Филёвской линии. Расположена в Пресненском районе (ЦАО). Открыта 26 февраля 2018 года в составе участка «Деловой центр» — «Петровский парк». Колонная трёхпролётная станция глубокого заложения с одной островной платформой. Закрыта с 22 июня 2024 до 2026 года для интеграции в строящуюся Рублёво-Архангельскую линию; до этого момента эксплуатировалась в составе вилочного ответвления со станцией «Шелепиха», которая также будет в составе Рублёво-Архангельской линии.

## История
Платформы трёх станций «Деловой центр» были возведены в конструкциях во время строительства Центрального ядра московского международного делового центра «Москва-Сити» в 1998—2002 годах.
Платформа Филёвской линии (верхний ярус) была открыта в 2005 году, вторую платформу «Делового центра» (нижний ярус) открыли в 2014 году в составе Солнцевской линии. Третья платформа «Делового центра» — самая южная из всех — открыта 26 февраля 2018 года в составе Большой кольцевой линии.
Название новой станции «Деловой центр» утверждено Постановлением Правительства Москвы № 7-ПП от 16 января 2018 года.
8 сентября 2017 года первый поезд совершил обкатку путей на участке между станциями «Деловой центр» — «Петровский парк».
26 февраля 2018 года станция открылась в составе участка «Деловой центр» — «Петровский парк», после ввода в эксплуатацию которого в Московском метрополитене стало 212 станций.
С 12 по 21 декабря 2020 года станция была временно закрыта для врезки стрелочных переводов на станции «Хорошёвская». 12 декабря 2020 повторно открыта одноимённая станция на Солнцевской линии.
С 22 июня 2024 года станция закрыта для будущего её включения в состав Рублёво-Архангельской линии. Повторное открытие станции в составе этой линии предполагается в 2026 году.

## Архитектура и оформление
Колонная трёхпролётная станция глубокого заложения. На станции применены виброплиты, благодаря которым снижена нагрузка на платформенную часть и не передаётся вибрация на конструкции торгово-развлекательного центра «Афимолл» комплекса «Москва-Сити».
Оформление содержит отсылки к дизайну центра «Москва-Сити», частью которого является станция. Колонны и потолок облицованы металлом, ограждения балконов и витражи сделаны из стекла. На потолке установлены панели голубого цвета, символизирующие наличие пересадки на Филёвскую линию. К северному балкону станции примыкают поперечные коридоры, ведущие к станции «Деловой центр» Солнцевской линии.
В 2022 году в вестибюле станции было установлено мозаичное панно «Два сердца столицы» авторства Сергея Колбасова.

## Строительство
Генеральный проектировщик и генеральный подрядчик по строительству станции — Мосинжпроект, проектная организация — Метрогипротранс.

## Расположение и вестибюли
Станция «Деловой центр» Большой кольцевой линии расположена южнее станций «Деловой центр» Филёвской и Солнцевской линий.
Станция имеет подземный вестибюль, являющийся общим с одноимённой станцией Солнцевской линии, восточнее которого также находится одноимённая станция Филёвской линии.

## Наземный общественный транспорт
На этой станции можно пересесть на следующие маршруты городского пассажирского транспорта:
- Автобусы: м31, м32, с344

## Путевое развитие
Перед станцией расположен оборотный тупик, в котором осуществлялся оборот составов с трёхкратной сменой кабины управления — поезда, по прибытии на станцию, отправляются в него в неправильном направлении («по встречному движению», также называемому оборотом «коленками назад»). Восточнее станции был построен ещё один оборотный тупик 16 мая 2022 года, который до 21 июня 2024 года использовался для смены направления движения поездов, прибывающих из центра, до закрытия станции на два года с целью интеграции со строящейся Рублёво-Архангельской линией; оба тупика впоследствии станут частью путевого развития новой линии.

## Происшествия
2 октября 2016 года в шахту строящейся станции провалился человек. От полученных травм мужчина скончался на месте.

## Галерея

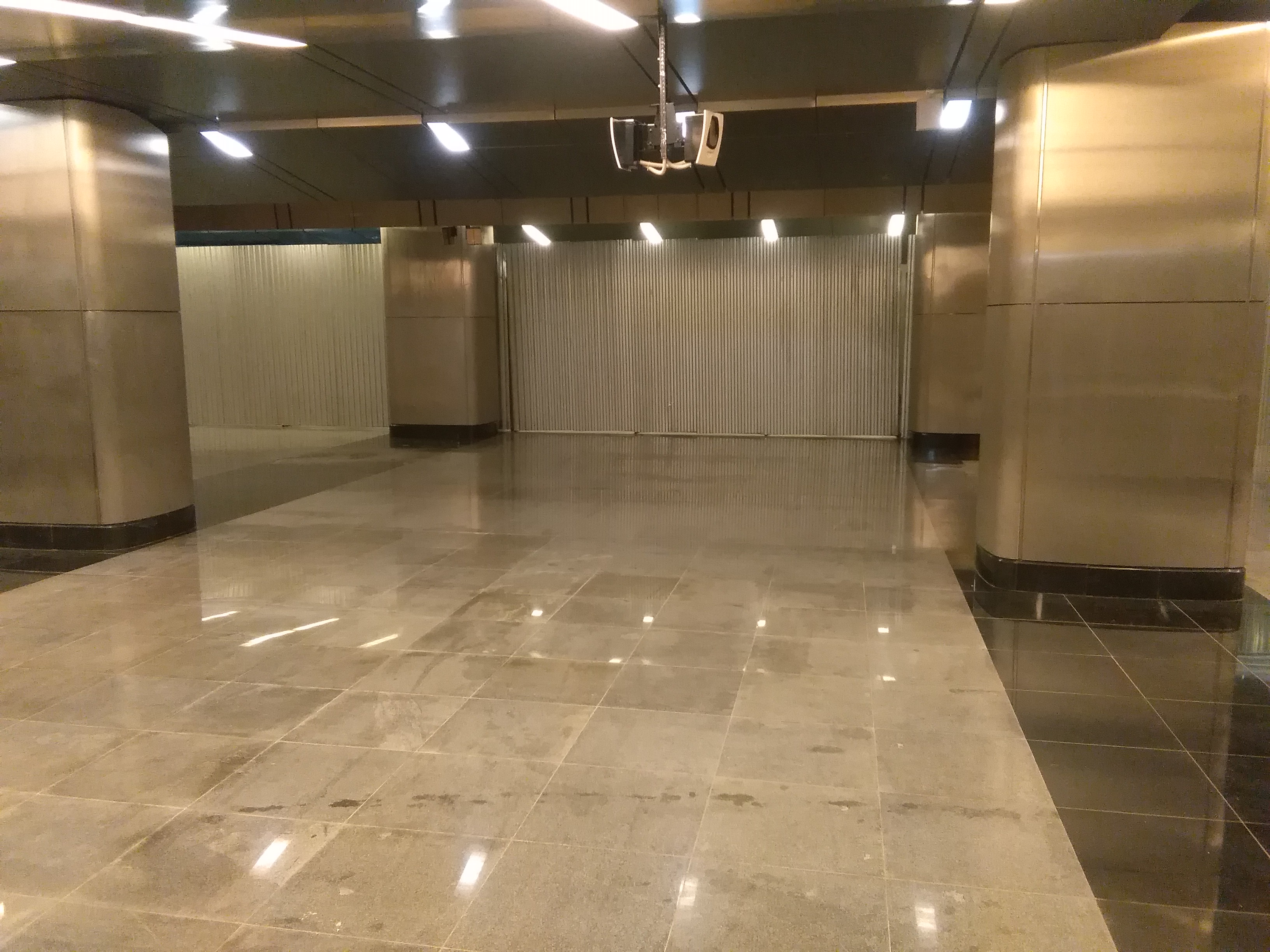
Временное металлическое ограждение, загораживавшее поперечный коридор, ведущий в законсервированный зал Солнцевской линии до 12 декабря 2020 года
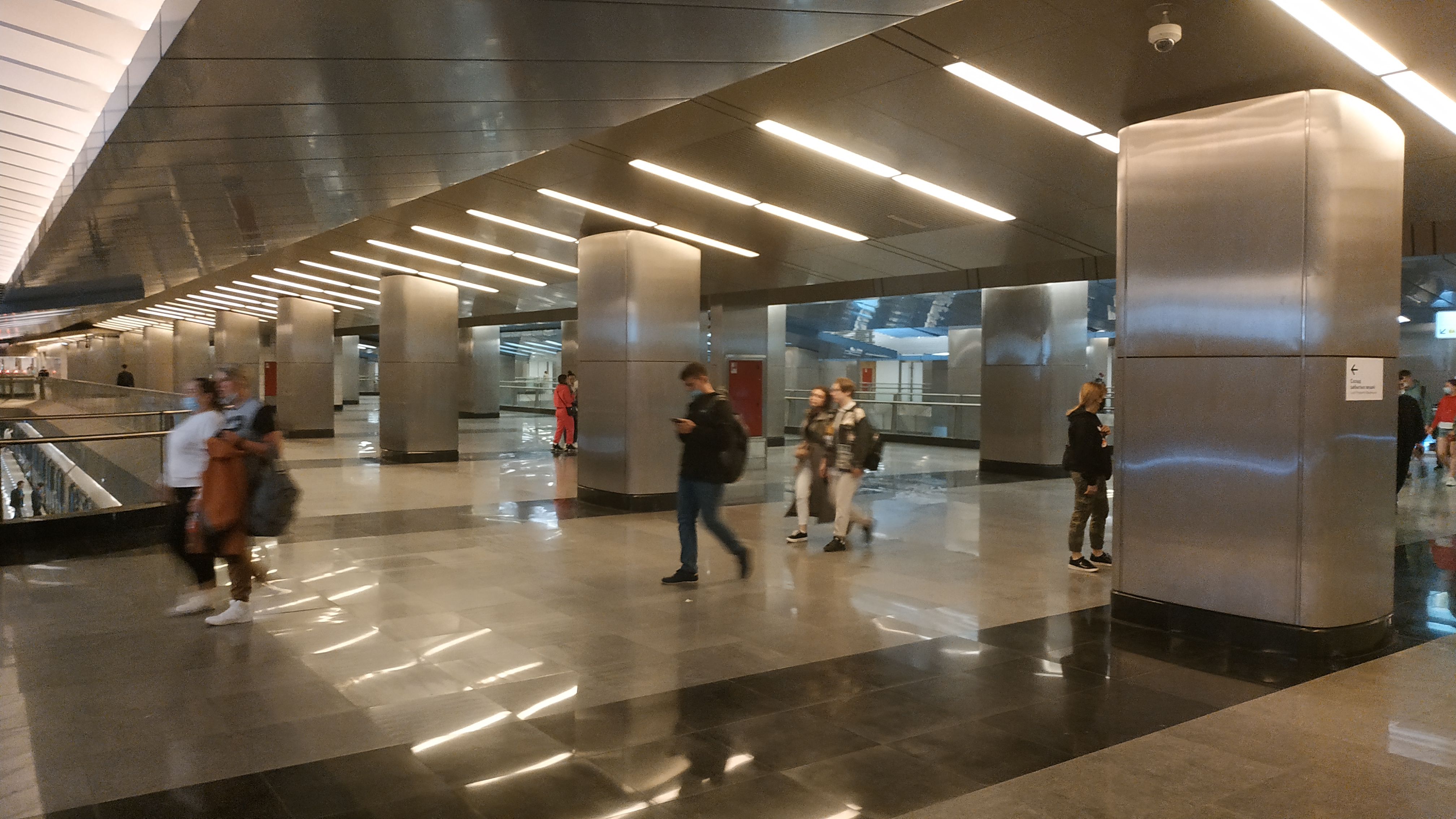
Переходная галерея в 2021 году
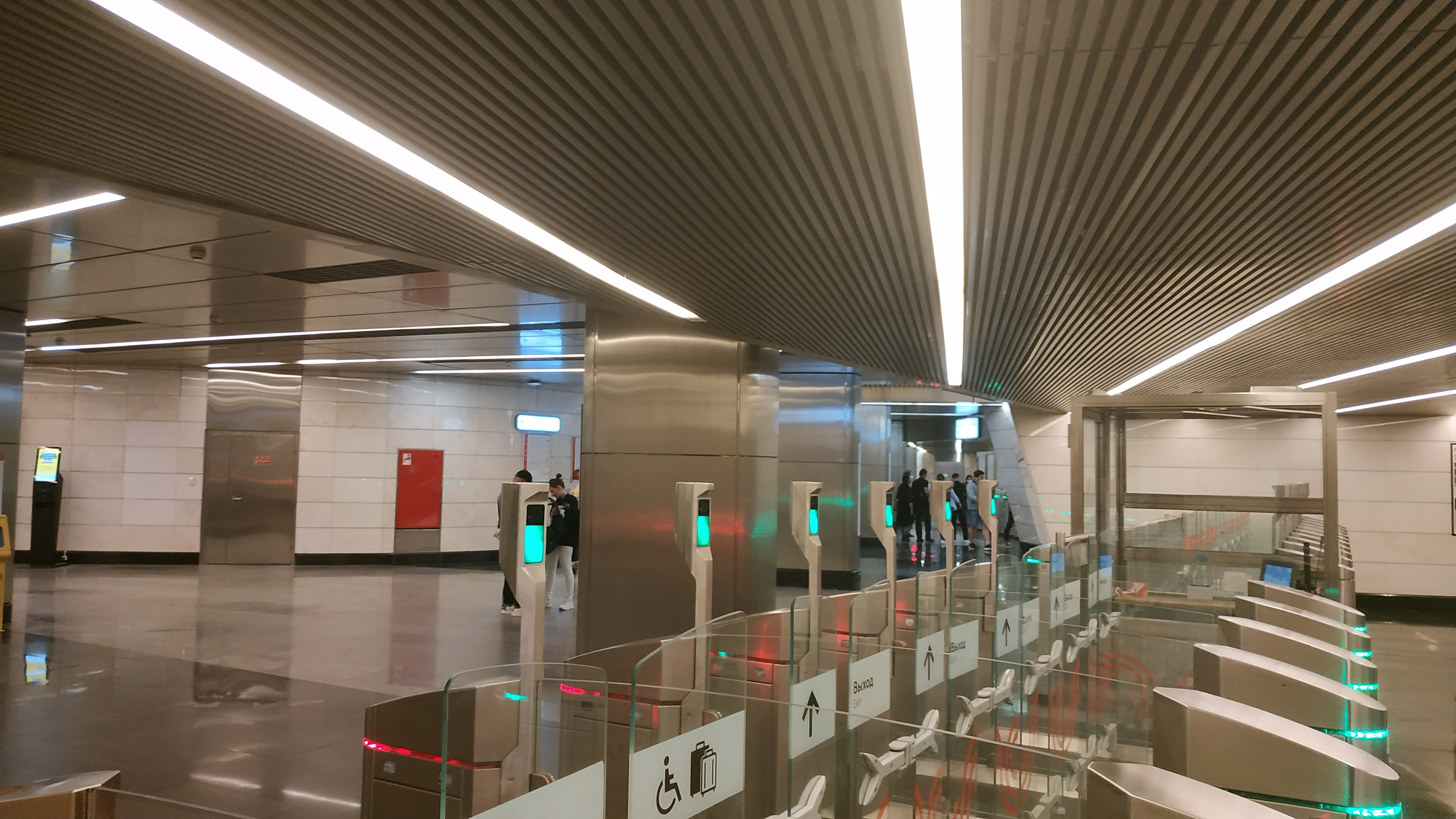
Соединительная перемычка западного совмещённого вестибюля
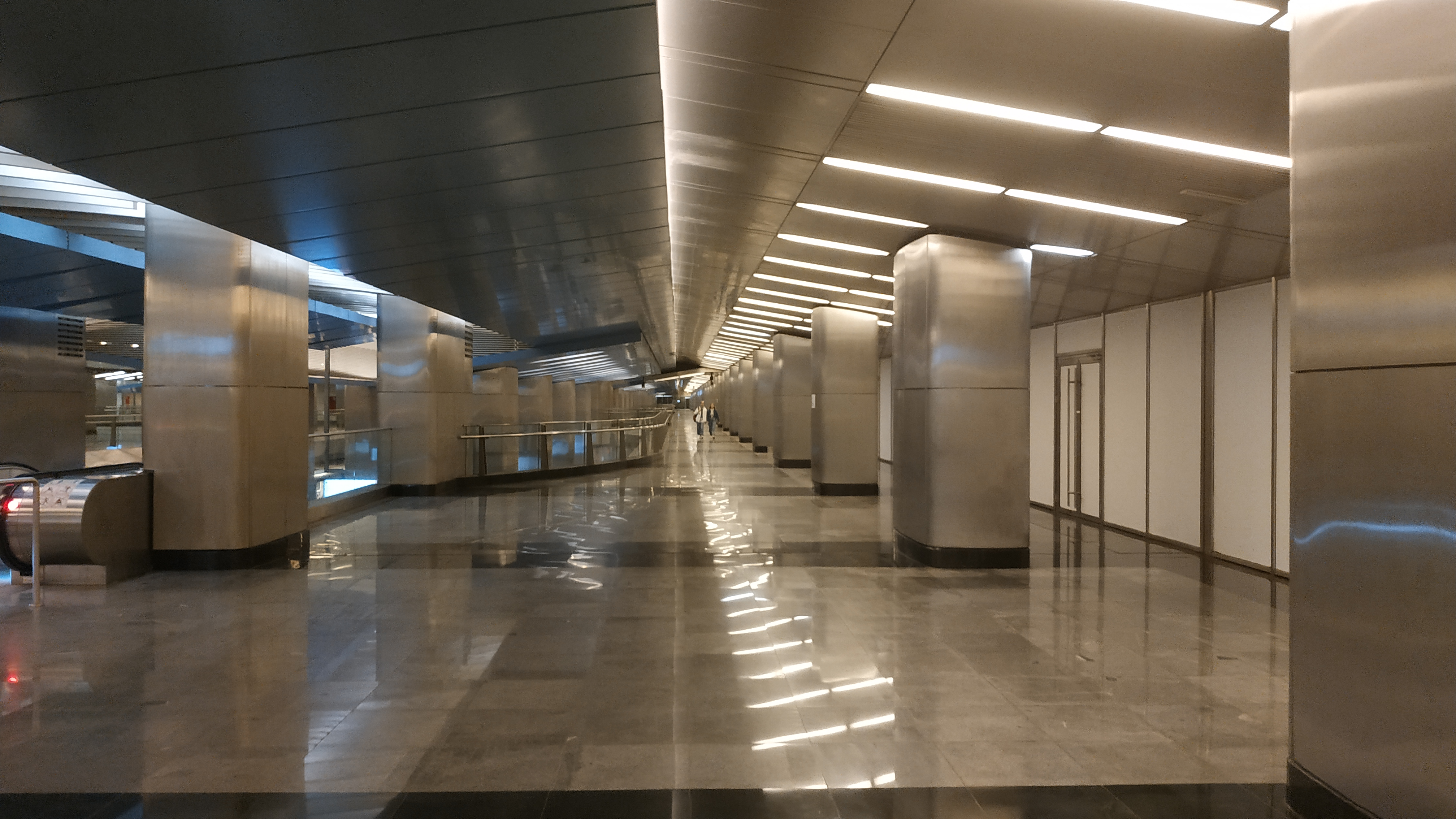
Южный балкон
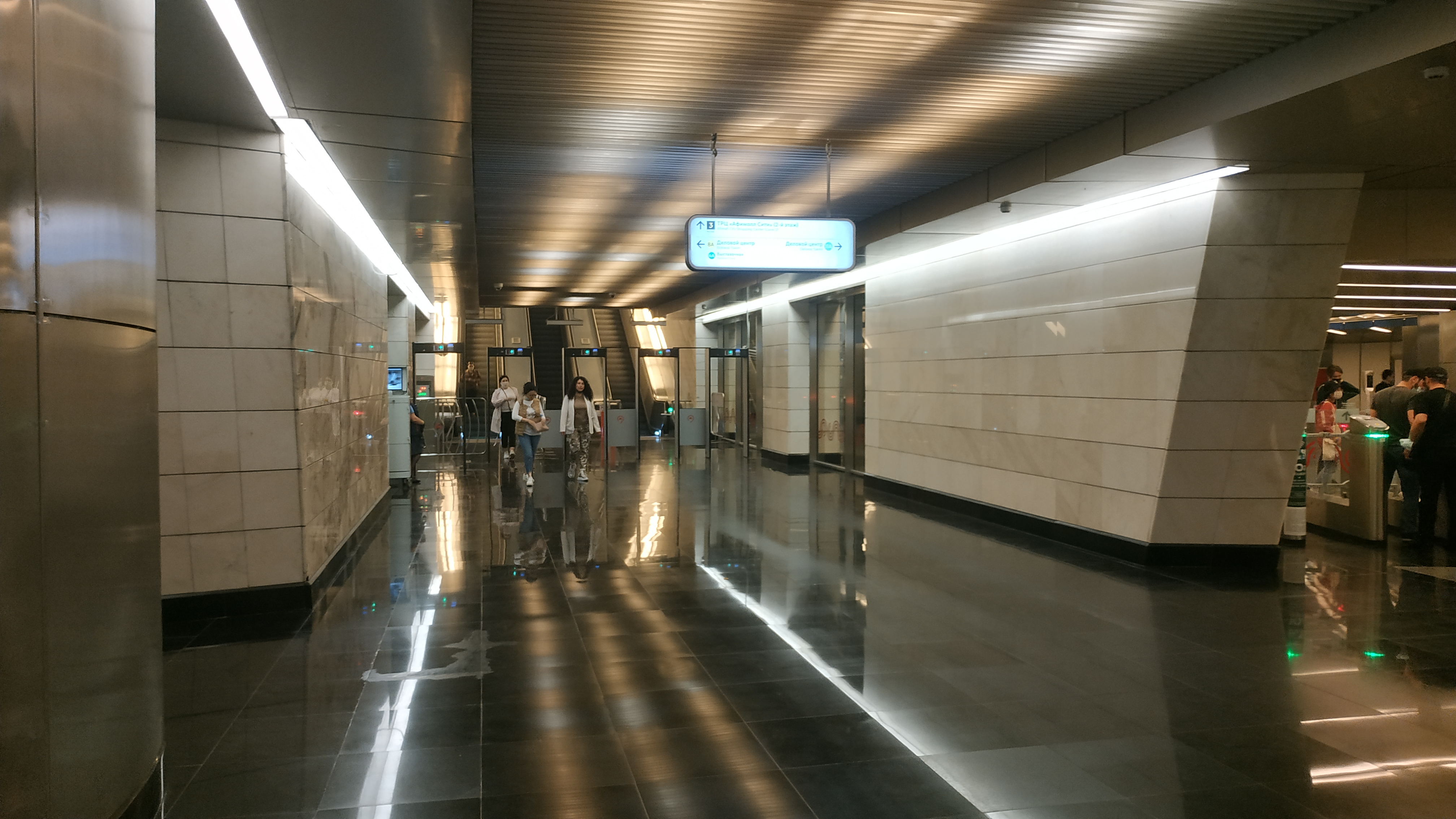
Эскалатор на 2 этаж «Афимолла»
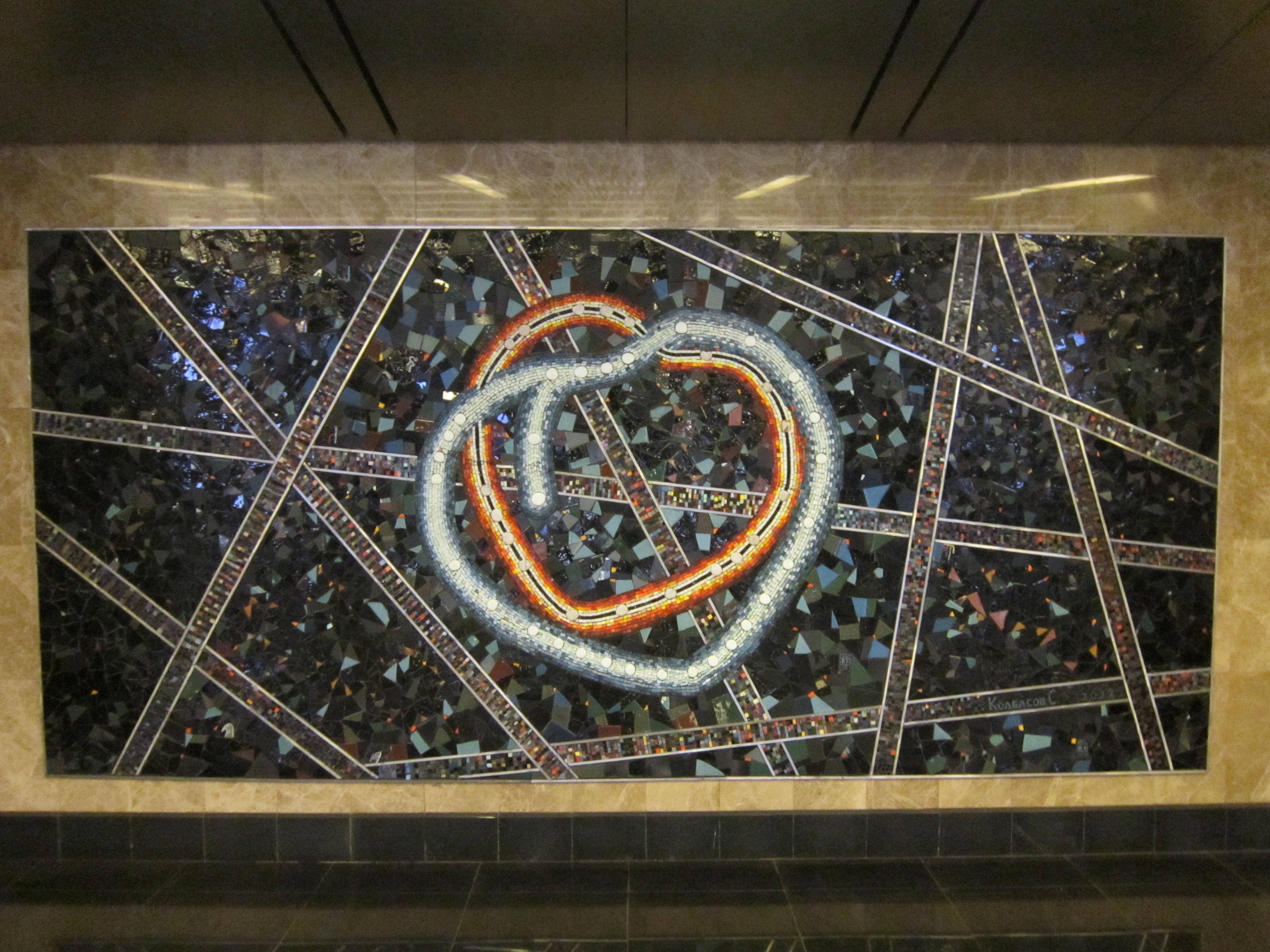
Мозаичное панно «Два сердца столицы», автор — Сергей Колбасов. Панно установлено в 2022 году
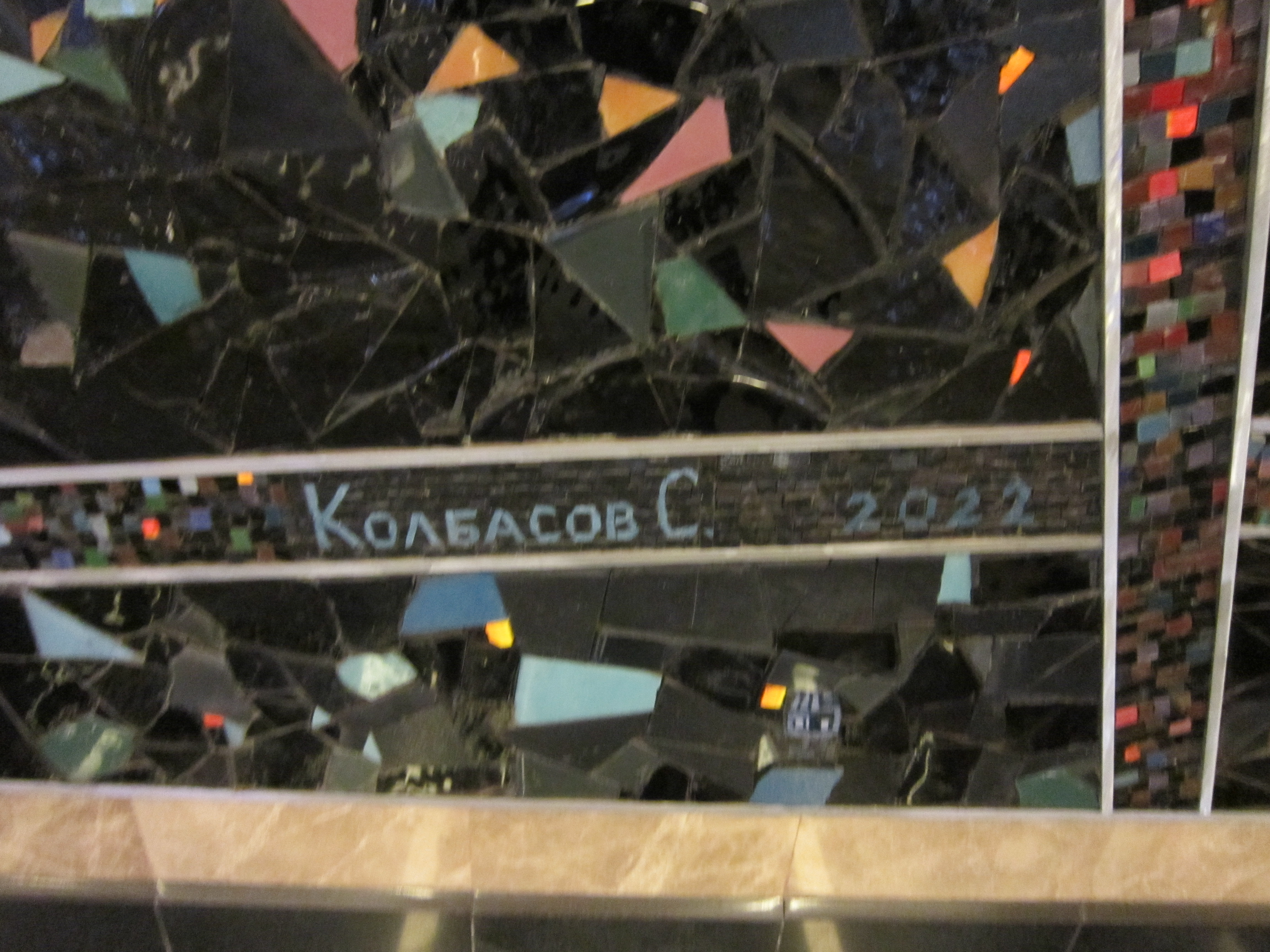
Мозаичное панно «Два сердца столицы», автор — Сергей Колбасов. Панно установлено в 2022 году. Фрагмент с указанием авторства